# Michael Jackson's Vision
Michael Jackson's Vision é um box set com três DVD's contendo toda a videografia da carreira solo do cantor estadunidense Michael Jackson. O box ainda traz um videoclipe inédito do single, One More Chance, de 2003. Disponivel em embalagem de luxo, "Michael Jackson's Vision" inclui versões integrais dos clipes "Thriller" e "Black or White", dirigidos por John Landis, assim como o clássico "Bad. São 4 horas e meia reunidas em 40 videoclipes e um livreto de capa dura com 60 páginas brilhantes e fotos dos bastidores selecionadas nos arquivos pessoais do cantor. A capa do box é holográfica. Ou seja, quando você mexe a capa de um lado para o outro, as imagens do fundo se movimentam. São imagens dos clipes e passos mais famosos do eterno Rei do Pop. No Brasil, o preço médio do box é R$ 249,90 (atualizado em 14/08/2018).

## DVD Bônus
O terceiro DVD do box traz outra versão  de They Don't Care About Us, clipes da era do The Jacksons, músicas com participações de outros artistas, como Paul McCartney e 3T, e um clipe nunca lançado antes "One More Chance", que havia sido gravado em 2003 para promover o album de coletâneas "Number Ones", mas teve seu lançamento cancelado após Michael Jackson ser acusado de pedofilia. Seria interessante a inclusão do Clipe We Are The World.

## Clipes Perdidos
Além de We Are the World, alguns outros clipes nem tão conhecidos do cantor ficaram de fora desta coleção. São eles:
1. "Ben" - 2:37
2. "One Day in Your Life" - 4:11
3. "2300 Jackson Street" - 4:08
4. "Will You be There (Free Willy Version)" - 3:40
5. "Whatzupwitu" - 3:25
6. "HIStory" - 4:18
7. "What More Can I Give" - 2:35
8. "We Are the World"

E alguns clipes póstumos como:
1. "This Is It" - 4:56
2. "Hold My Hand" - 3:43
3. "Hollywood Tonight" - 4:01**
4. "The Behind the Mask Project" - 4:30**
5. "Slave to the Rhythm" - Montagem holográfica póstuma.

- - Hollywood Tonight e The Behind the Mask Project foram gravados após o lançamento do box.

## Faixas
DISCO 1
1. "Don't Stop 'til You Get Enough" - 4:12
  - Diretor: Nick Saxton
2. "Rock with You" - 3:22
  - Diretor: Bruce Gowers
3. "She's Out of My Life"
  - Diretor: Bruce Gowers
4. "Billie Jean" - 4:54
  - Diretor: Steve Barron
5. "Beat It" - 4:57
  - Diretor: Bob Giraldi
6. "Thriller" - 13:42
  - Diretor: John Landis
7. "Bad" - 18:05
  - Diretor: Martin Scorsese
8. "The Way You Make Me Feel" - 9:24
  - Diretor: Joe Pytka
9. "Man in the Mirror" - 5:03
  - Diretor: Don Wilson
10. "Dirty Diana" - 5:05
  - Diretor: Joe Pytka
11. "Smooth Criminal" - 9:27
  - Diretor: Colin Chilvers
12. "Another Part of Me" - 4:45
  - Diretor: Patrick T. Kelly
13. "Speed Demon" - 10:08
  - Diretor: Will Vinton
14. "Come Together" - 5:40
  - Diretor: Jerry Kramer & Colin Chilvers
15. "Leave Me Alone" - 4:36
  - Diretor: Jim Blashfield & Paul Diener
16. "Liberian Girl" - 5:34
  - Diretor: Jim Yukich

DISCO 2
1. "Black or White" - 11:01
  - Diretor: John Landis
2. "Remember the Time" - 9:16
  - Diretor: John Singleton
3. "In the Closet" - 6:05
  - Diretor: Herb Ritts
4. "Jam" - 7:59
  - Diretor: Michael Jackson & David Kellogg
5. "Heal the World" - 7:32
  - Diretor: Joe Pytka
6. "Give In to Me" - 5:29
  - Diretor: Andy Morahan
7. "Who Is It" - 6:34
  - Diretor: David Fincher
8. "Will You Be There" - 5:55
  - Diretor: Vincent Patterson
9. "Gone Too Soon" - 3:38
  - Diretor: Bill DiCicco
10. "Scream" - 4:47
  - Diretor: Mark Romanek
11. "Childhood" - 4:29
  - Diretor: Nicholas Brandt
12. "You Are Not Alone" - 5:34
  - Diretor: Wayne Isham
13. "Earth Song" - 6:44
  - Diretor: Nicholas Brandt
14. "They Don't Care About Us" - 7:08
  - Diretor: Spike Lee
15. "Stranger in Moscow" - 5:33
  - Diretor: Nicholas Brandt
16. "Blood on the Dance Floor" (Refugee Camp Mix) - 5:27
  - Diretor: Michael Jackson & Vincent Patterson
17. "Ghosts" - 3:58
  - Diretor: Stan Winston
18. "You Rock My World" - 13:30
  - Diretor: Paul Hunter
19. "Cry" - 4:57
  - Diretor: Nick Brandt

DISCO 3 (Bonus Features)
1. "Blame It on the Boogie" - The Jacksons - 3:32
2. "Enjoy Yourself" - The Jacksons - 3:31
3. "Can You Feel It" - The Jacksons - 9:37
4. "Say Say Say" - Paul McCartney & Michael Jackson - 4:57
  - Diretor: Bob Giraldi
5. "They Don't Care About Us" - Prison version - 4:52
  - Diretor: Spike Lee
6. "Why" - 3T & Michael Jackson - 4:33
7. "One More Chance"  - 4:03